# Cratere Barringer (Luna)
Barringer è un cratere lunare di 66,89 km situato nella parte sud-orientale della faccia nascosta della Luna.
Il cratere è dedicato al geologo statunitense Daniel Moreau Barringer.

## Crateri correlati
Alcuni crateri minori situati in prossimità di Barringer sono convenzionalmente identificati, sulle mappe lunari, attraverso una lettera associata al nome.
| Barringer | Coordinate             | Diametro (in km) |
| --------- | ---------------------- | ---------------- |
| C         | 26°49′12″S 149°03′36″W | 22,05            |
| Z         | 24°45′36″S 150°14′24″W | 21,84            |

I seguenti crateri sono stati rinominati dall'Unione Astronomica Internazionale:
- Barringer L - Vedi cratere Scobee.
- Barringer M - Vedi cratere Smith.